# Rabia (Siria)
Al-Rabiea (en árabe: الربيعة‎), también escrito Rabia (en árabe: ربيعة‎) o es una ciudad en el noroeste de Siria, administrativamente parte de la gobernación de Latakia, ubicada al norte de Latakia. Las localidades cercanas incluyen Kesab al norte, Mashqita y Ayn al-Bayda al suroeste y Qastal Ma'af al oeste. Según la Oficina Central de Estadísticas de Siria, Rabia tenía una población de 1.986 en el censo de 2004. Es el centro administrativo de Rabia nahiyah ("subdistrito"), que constaba de 21 localidades con una población colectiva de 8.214 en 2004. Los habitantes de la ciudad y el subdistrito son predominantemente musulmanes sunitas de origen turcomano.
Durante la guerra civil siria, estuvo controlado por el Ejército Libre Sirio hasta el 24 de enero de 2016, cuando las fuerzas del gobierno sirio, apoyadas por ataques aéreos rusos, tomaron el control de la ciudad, cortaron un canal de suministros para los rebeldes anti-Assad desde Turquía y regresaron. la ciudad al control del gobierno.